# Alternatim
Alternatim is een specifieke muzikale uitvoeringsvorm van de mis of van misdelen in de kerkmuziek. Een specifiek deel van het ordinarium (de gezangen van de mis, zoals het Kyrie) wordt daarbij tekstueel in versdelen opgedeeld, waarbij elk versdeel eerst als antifoon (wissel- of beurtzang) door twee groepen vertolkt wordt en dan in de tweede helft in een meerstemmige polyfone zetting gezongen of gespeeld wordt. 
Een van de twee groepen kan zowel uit zangsolisten als uit een instrumentaal ensemble of orgel bestaan. Voor de ontbrekende even of oneven versdelen wordt vaak een eenvoudig koraal gezongen of een improvisatie op orgel ingevoegd. Alternatims komen dan ook veelvuldig voor in de orgelmis.
Een groot aantal composities is in alternatim-vorm geschreven. Bekende voorbeelden zijn alternatims gecomponeerd door Heinrich Isaac en Charles Justin. Deze vorm van misinvulling verbreidde zich over heel Europa en was gangbaar in de periode van de 17e tot en met de 19e eeuw. In 1903 werd deze uitvoeringsvorm door de Rooms-katholieke Kerk bij monde van paus Pius X in een  motu proprio verboden. De uitvoeringspraktijk bleef echter invloed hebben op componisten als Olivier Messiaen, die in veel van zijn liturgische orgelwerken alternatimtechnieken hanteerde, met name in zijn Messe de la Pentecôte (1950).